# Ludwig Eberlein (Journalist)
Ludwig Eberlein (* 7. Juli 1902 in Gunzenhausen; † 1979) war ein deutscher Jurist und Journalist.

## Leben
Er wurde als Sohn des Lehrers August Eberlein geboren, der Schulleiter einer Mädchenschule in Pirmasens war und nach dem Ersten Weltkrieg eine bayerische Abwehrstelle gegen den pfälzischen Separatismus leitete.
Eberlein studierte Jura und legte 1927 an der Rechtswissenschaftlichen Fakultät der Universität Heidelberg seine Promotionsschrift unter dem Titel „Die Stellung der Reallasten im Rechts- und Wirtschaftsleben der Gegenwart“ vor. Später wandte er sich dem Journalismus zu und wurde Redakteur des Ullstein-Verlages in Berlin. Ab 1937 schrieb er bis etwa 1941 für die im Ullstein Verlag erscheinende Berliner Morgenpost, hauptsächlich zu kulturellen Themen, so etwa zu Oscar Wilde in der Berliner Morgenpost vom 11. April 1937 oder über Quax, der Bruchpilot in der Ausgabe vom 24. Dezember 1941. Ab 1942 bis 1944, arbeitete Eberlein für die von Joseph Goebbels 1940 gegründete Wochenzeitung Das Reich. 1942 und 1943 war er dort Leiter des Feuilletons. Er schrieb dort hauptsächlich über Arno Breker.

## Nach 1945
1947 kam er zum Tagesspiegel und war dort Leitender Redakteur der Ressorts Berlin, Kultur und dann Politik. Von November 1954 bis Oktober 1955 war er Chefredakteur und Leiter der Abteilung Politik des Senders Freies Berlin (SFB). 
Kurz nach seinem Amtsantritt beim SFB wurde er auf Initiative des Wirtschaftsdirektors Otto Bach (SPD) suspendiert. Bach hatte angekündigt, dass die SPD-nahe Zeitung Telegraf Eberleins zustimmende Rezension des antisemitischen Films Jud Süß in der Ausgabe vom 30. November 1940 in der Berliner Morgenpost abdrucken werde, wenn Eberlein nicht freiwillig den Sender verlasse. Dem stimmte Eberlein vorläufig bis zu einer Klärung der Vorwürfe zu und versuchte sich gegenüber dem Telegraf-Herausgeber Arno Scholz damit zu rechtfertigen, dass er mit seiner Rezession damals nur eingesprungen sei für zwei Kollegen, die mit jüdischen Ehefrauen verheiratet gewesen seien. Otto Bach versuchte Scholz vergeblich von einer Veröffentlichung abzubringen, der die Rezension zwei Tage nach Eberleins Suspendierung unter dem Titel „Der Braunsche Sender“ abdruckte und massiv den SFB-Intendanten Alfred Braun sowie den Rundfunkratsvorsitzenden Emil Dovifat (CDU) angriff. Andere Zeitungen wie B.Z. und Der Tag reagierten darauf mit Kritik an Bachs eigenmächtigem Vorgehen, das sie als parteipolitisches Manöver vor der Abgeordnetenhauswahl im Dezember einstuften. Der Intendant Alfred Braun hob daraufhin Eberleins Suspendierung wieder auf.
Von 1963 bis 1967 war er Leiter des Berliner Büros des Westdeutschen Rundfunks (WDR).

## Ehrungen
- 1968: Verdienstkreuz am Bande der Bundesrepublik Deutschland